# Riccardo Turrini Vita
Riccardo Turrini Vita (Roma, 8 agosto 1961) è un ex magistrato italiano ex dirigente generale dell'amministrazione penitenziaria, nonché giudice presso la Corte d'Appello del Vaticano.
Dal 2 ottobre 2024 è Garante nazionale dei diritti delle persone private della libertà personale, con nomina approvata nel Consiglio dei Ministri del 29 ottobre 2024.

## Biografia
Riccardo Turrini Vita, dopo una laurea in giurisprudenza nel 1985 presso l'Università degli Studi di Roma "La Sapienza" ed il perfezionamento in diritto romano l'anno seguente, è entrato in magistratura il 22 dicembre 1987. Ha prestato servizio dapprima al tribunale di Pordenone dal 1989 al 1992 e successivamente al tribunale civile di Roma ed in corte d'appello. Nel 1992 consegue il dottorato in diritto canonico presso la Pontificia Università Lateranense.
Dal 1994 ha prestato servizio presso il Ministero della Giustizia prima come capo della segreteria del sottosegretario di stato, poi come direttore dell'ufficio affari legislativi dell'organizzazione giudiziaria, direttore dell'ufficio rapporti con il parlamento del gabinetto del ministro, addetto al dipartimento dell’amministrazione penitenziaria, ove ha presieduto il comitato ministeriale di studio sui circuiti penitenziari. Presso il Dipartimento dell'amministrazione penitenziaria è stato Direttore Generale dell'esecuzione penale esterna dal 2002 al 2010, poi Direttore Generale del personale e della formazione e, in seguito alla divisione di quest'ultima in due direzione, è stato rimasto nell'incarico di Direttore Generale della Formazione fino al 2021. Dal 3 maggio 2023 è Vice Capo Dipartimento della giustizia minorile e di comunità, fino alla nomina del Consiglio dei Ministri a Garante dei detenuti su proposta del Ministro della Giustizia.
A livello internazionale è stato rappresentante, e poi esperto, del Governo italiano nel Consiglio d'Europa, all'assemblea plenaria del comitato direttivo per i problemi penali e penitenziari e consulente giuridico presso l'ONU, Alto Commissariato dei diritti umani, vicepresidente emerito e membro onorario dell’Organizzazione europea della Probation.
È stato docente incaricato in ordinamento penitenziario presso l'Università degli Studi di Roma Tor Vergata ed diritto penitenziario nel master in teoria e metodi dell'investigazione criminale presso l'Università La Sapienza. È cavaliere dell’Ordine di Malta e Commendatore dell'ordine pontificio di San Gregorio Magno.

## Pubblicazioni
- Civiltà della pena, riflessioni sull'esecuzione penale esterna in Italia, Ministero della Giustizia, 2006.
- Le trasformazioni del Probation in Europa, con Michele Ciarpi, Laurus Robuffo, 2015. ISBN 9788880877011.